# Arrondissement de Clèves (Roer)
Pour la division administrative allemande, voir Arrondissement de Clèves.
L'arrondissement de Clèves est une ancienne subdivision administrative française du département de la Roer créée le 17 février 1800 et supprimée le 11 avril 1814.

## Composition
Il comprenait les cantons de Clèves, Cranenbourg, Geldern, Goch, Horst, Kalkar, Wanckum, Wesel et Xanten.

## Liens
« L'almanach impérial pour l'année 1810 - Chapitre X : Organisation administrative »